# Альфонсув (Мазовецьке воєводство)
Альфонсув (пол. Alfonsów) — село в Польщі, у гміні Слубіце Плоцького повіту Мазовецького воєводства.
Населення — 132 особи (2011).
У 1975-1998 роках село належало до Плоцького воєводства.

## Демографія
Демографічна структура станом на 31 березня 2011 року:
|          | Загалом | Допрацездатний вік | Працездатний вік | Постпрацездатний вік |
| -------- | ------- | ------------------ | ---------------- | -------------------- |
| Чоловіки | 64      | 10                 | 46               | 8                    |
| Жінки    | 68      | 11                 | 34               | 23                   |
| Разом    | 132     | 21                 | 80               | 31                   |